# Bad Hair
Bad Hair (del inglés: "cabello malo" y conocida como Bad Hair: Belleza maldita en Latinoamérica) es una película de horror y humor negro estadounidense del año 2020 dirigida por Jutin Simien distribuida principalmente en los Estados Unidos a través de la plataforma Hulu a partir del 23 de octubre del 2020. La trama principal de la película sigue a Ana Bludso, una aspirante a presentadora de televisión que comienza a experimentar cambios en su personalidad cuando se coloca extensiones cosidas en su cabello.
Inspirado por películas de horror japonesas y coreanas, Simien ideó la película como un largometraje ambientado en los ochenta así como un intento de imitar el estilo de dirección de Brian DePalma. La película se proyecto en el Festival de cine Sundance del 2020; el 23 de enero del mismo año y tuvo una exhibición limitada a través del estudio Neon antes de que sus derechos fueran adquiridos para streaming exclusivamente en Estados Unidos. Debido a esto la película no fue exhibida en mercados internacionales. Finalmente sería distribuida por Star+ para América Latina.

## Argumento
En 1989 en Los Ángeles, Estados Unidos, Ana Bludso una joven mujer que trabaja en una estación televisiva descubre que su mentora Edna ha sido rescindida de su puesto por el dueño Grant Madison y reemplazada con la exsupermodelo Zora. Ana le sugiere a su nueva jefa la idea de expandir la diversidad de los videojockey transmitiendo un programa de televisión en vivo sobre vídeos musicales lo que impresiona a Zora, quien decide volverla su asistente ejecutiva pero le sugiere que cambie su apariencia al implantarse extensiones de cabello artificiales sobre su cabello natural afro. Aunque Ana en un principio titubea, tras descubrir que su exnovio el artista Julius se está acostando con Zora y presionada por ascender en su carrera, finalmente cede al buscar el salón de belleza recomendado por Zora.
Cuando Ana descubre que la estilista Virgie está muy ocupada, consigue que le pongan extensiones al acordar quedarse hasta que cierren el negocio, el proceso resulta doloroso para ella, en parte debido a un leve trauma de su infancia cuando accidentalmente se daño parte de su cabello tratando de aplicarse productos de belleza con ayuda de su prima. Después de recobrar la consciencia Virgie le entrega una misteriosa crema que debe untar sobre su cabello una vez al mes así como ser instruida de no mojarse su cabeza.  
En su primer día con las extensiones Ana sugiere ser nombrada la anfitriona del programa e incluso consigue llamar la atención de Julius. Más tarde a su regreso a casa, su casero, irrumpe en su apartamento ebrio e intenta violarla. Ana se defiende clavándole un cúter hasta que su cabello se incrusta en la herida y absorbe la sangre del hombre, matándolo. Asustada por lo ocurrido Ana arroja el cuerpo de la ventana y lo ve aterrizar sobre un basurero que se encontraba debajo. Al día siguiente Ana es confrontada por Edna que la critica por su idea de vender la integridad del estudio y usa su nueva apariencia como un ejemplo de su "decadencia". Conforme pasa el tiempo Ana comienza a notar extraños fenómenos concernientes a su cabello como sueños de cabello siendo cortado en plantaciones, se siente hambrienta en varias ocasiones e incluso su cabello se mueve por su cuenta. 
Durante la realización de una fiesta, Ana sospecha de Zora cuando le hace preguntas muy específicas sobre sus extensiones, y finalmente se topa con Julius, a quien convence de irse a su departamento a tener sexo casual. Ana se deja llevar por su ira hacia él y bajo la influencia del castillo apuñala a Julius en el vientre con una copa de vino rota, permitiéndole al cabello que le absorba la sangre. Ana recuerda una historia sobre el folclore de la esclavitud negra acerca de una mujer que se hizo una peluca con musgo. En la historia una esclava se hizo una peluca con musgo de un cabello que estaba encantado lo que la llevó a asesinar a varias personas contra su voluntad. 
Ana decide volver al estudio para encontrarse con Zora con quien confirma también está bajo la influencia de las extensiones de su cabello, Zora quiere librarse de la peluca por lo que trata de cortarse el cabello solo para terminar colgada por su mismas extensiones. Desesperada Ana se dirige a un salón cercano para removerse las extensiones donde se reencuentra con Edna, con quien se disculpa por desilusionarla. Cuando la estilista se prepara para cortar el cabello, el mismo cobra vida y mata a todas las presentes incluyendo a Edna. Ana huye hacia el estudio donde descubre que la mayoría de los presentes están prisioneros del cabello de Zora y otras chicas de la empresa que se han colocado extensiones también. 
Aunque Ana se topa con una compañera Brook-Lynne que no está bajo la influencia del cabello, ambas comienzan a ser perseguidas por Zora ahora controlada por completo por el cabello. Después de que Brook es eliminada por otra de las chicas, Ana se refugia en una cabina de sonido y se prepara para fumar un cigarro, resignada a su muerte. Se percata de la presencia de aspersores y recuerda la advertencia contra la humedad por lo que activa los aspersores y se corta frenéticamente las extensiones conforme su cabello y el de las demás enloquece al mojarse.
Algún tiempo después tras el incidente Ana se muda con sus tíos y prima, Zora permanece como la líder de la cadena y aun controlada por su cabello. Ana entonces lee el resto de la historia de la peluca de musgo, descubriendo que los descendientes de los amos de los esclavos continuaron cosechando el cabello que en realidad le pertenecía a brujas fallecidas. Mientras tanto en otra parte de la ciudad el dueño actual de la plantación continúa cosechando el cabello de un árbol, revelándose como Grant Madison. De regreso en la casa de los Bludso, Ana descubre que su prima hizo una cita con Virgie para colocarse extensiones también.

## Elenco
- Elle Lorraine como Anna Bludso
  - Zaria Kelley como una joven Anna
- Vanessa Williams como Zora Choice
- Jay Pharoah como Julius
- Lena Waithe como Brook-Lynne
- Yaani King como Sista Soul
- Blair Underwood como Amos Bludso
- Laverne Cox como Virgie
- Michelle Hurd como Maxine Bludso
- Judith Scott como Edna
- Robin Thede como Denise
- Ashley Blaine Featherson como Rosalyn
- Steve Zissis como Baxter Tannen
- MC Lyte como Coral
- Kelly Rowland como Sandra
- James Van Der Beek como Grant Madison
- Usher como Germane D.
- Chanté Adams como Linda Bludso
- Dahéli Hall como Sheryl
- Moses Storm como Executive Justin
- Jon Gabrus como Valet
- Joy Sunday como Cynthia
- Nicole Byer como Gina
- Justin Simien como Reggie Watson

## Producción
En agosto del 2017 se anunció que Justin Simien produciría, dirigiría y escribiría el largometraje junto a su colega Oren Moverman con el apoyo de su empresa Sight Unseen. Simien quería que la película tuviera un mensaje sobre el valor de las mujeres afroamericanas y sobre situaciones reales que ha visto sufren personas cercanas a él.
Su estreno se llevó a cabo el 23 de enero del 2020 en el Sundance Film Festival. Poco después, Hulu adquirió los derechos de distribución de la película para los Estados Unidos. No obstante tuvo una distribución limitada a partir del 16 de octubre de 2020, por Neon, antes de ser finalmente exhibida digitalmente a partir del 23 de octubre del 2020.

## Recepción
En el sitio web Rotten Tomatoes, la película sostiene un porcentaje de aprobación de 62% basado en 82 críticas y una calificación promedio de 6.1/10. El consenso resume: Las desmedidas ambiciones de "Bad Hair son fáciles de perdonar – incluso sí el tono desastrozo y la ejecución desigual son imposibles de ignorar." En Metacritic, la película tiene un puntaje de 61 sobre 100 basados en 23 críticas, indicador de "reseñas generalmente favorables".